# Jan Robersscheuten
Johannes Antonius (Jan) Robersscheuten (Bree, 15 september 1898 - Antwerpen, 12 januari 1979) was een Belgisch voetballer die in de jeugd van PSV begon te voetballen. Twee seizoenen later debuteerde hij tijdens de Eerste Wereldoorlog. In 1920 keerde hij terug naar België om bij Antwerp FC te voetballen. Na twee seizoenen richtte hij Bocholter VV op die zich twee jaar later bij de voetbalbond aansloten. Tijdens het tweede seizoen sloot hij zich terug aan bij Antwerp FC maar speelde maar 1 wedstrijd. In 1927 ging hij bij zijn opgerichte club Bocholter VV spelen om dan na drie seizoenen af te sluiten bij Cappellen FC, die op dat moment in derde klasse speelden. In 1933 stopte hij met voetballen en ging terug als bestuurslid naar Bocholter VV. In totaal speelde hij in Eerste Klasse 8 wedstrijden en scoorde 3 doelpunten.